# Вивих колінної чашечки

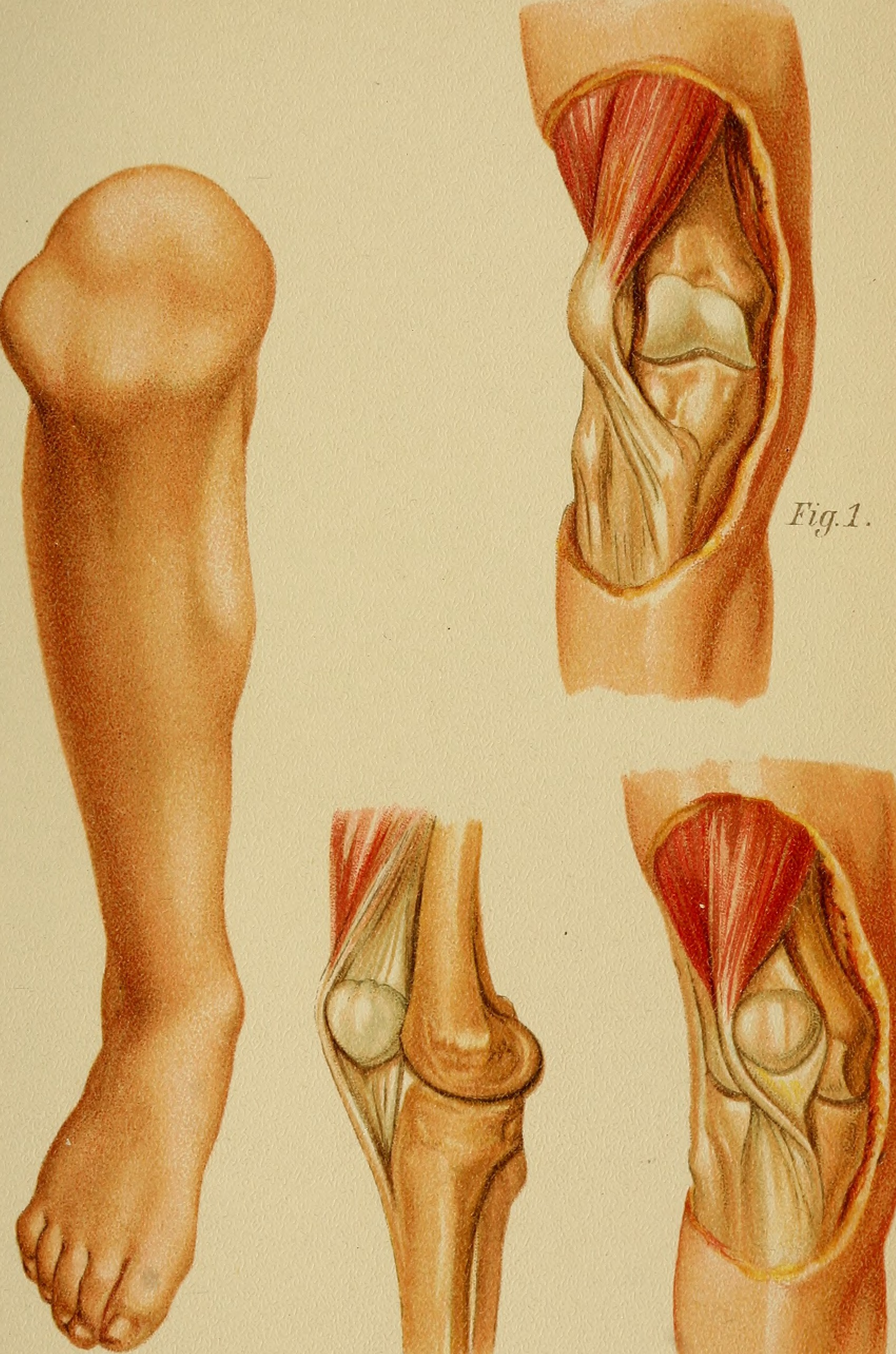
Вивих надколінка у атласі 1902 року

Вивих надколінка або вивих колінної чашечки або  (лат. luxatio patellae) — це стан, при якому patella, або наколінок, дислокується або переміщується зі свого звичайного місця розташування.
Розщеплення надколінка є загальним станом у собак, особливо малих та мініатюрних порід. Зазвичай стан стає очевидним у віці від 4 до 6 місяців. Це може зустрічатися й у котів, особливо у домашніх короткошерстих порід.
Буває у людини, коли це пов'язано з пошкодженням передньої хрестоподібної зв'язки.

## Причини

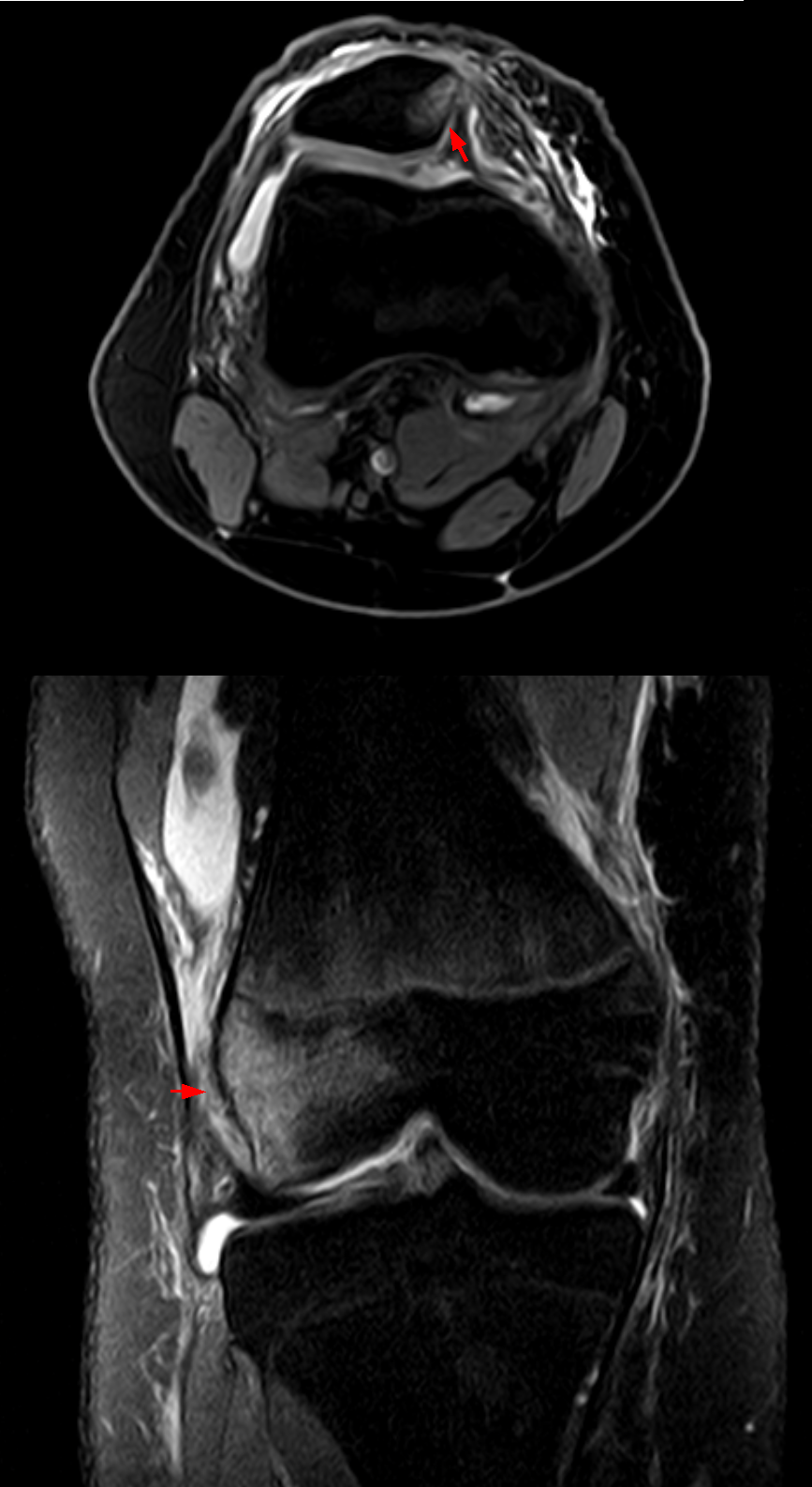
Кістковий синець знаходиться на медіальній поверхні надколінника (осьовий знімок) та на відповідній поверхні бічного вигрібного відділу стегнової кістки (корональної). Медіальний ретинакулум надколінника принаймні частково порушений.

Найчастіше — це вроджений дефект розвитку, рідше це може бути викликано якоюсь формою тупої травми. У вроджених випадках пателла зазвичай має двосторонній характер. Цей стан також може бути генетично успадкований. Пателла також може бути викликана ожирінням.

## Діагноз
Вивих надколінка визначається мануально, рентгенологічно, УЗД, артроскопічно.

### У тварин
Ветеринар при пальпації коліна, щоб побачити, чи ковзає воно всередині суглоба більше, ніж зазвичай очікувалося. Часто власникові собаки можуть сказати, що у його домашнього улюбленця «розпущене коліно», але це не медичний термін, і не правильно використовувати його взаємозамінно з Patella Luxation.
Є чотири ступені вивиха колінної чашечки у собак:

##### I Ступінь
Вивих, під час якого можливо примусове мануальне зміщення колінного суглоба при повному розгинанні, який повертається в нормальне положення при звільненні.

##### II Ступінь
Частий вивих колінної чашечки під час згинання суглоба або при мануальному впливі, при цьому спонтанного вправляння не відбувається.

#### III Ступінь
Стійкий вивих, за якого можливе мануальне вправлення, але після цього відбувається спонтанний повторний вивих.

#### IV Ступінь
Стійкий вивих, за якого мануальне вправлення неможливе.

### Які породи в зоні ризику
Більшість випадків вивихів мають медіальний характер, і це часто є вродженою проблемою у малих та мініатюрних порід собак. До порід, що виявляють схильність до вивіху колінної чашечки, належать мініатюрні пуделі, Мальтезе, Джек-рассел-тер'єри, Йоркширські тер'єри, Померанські шпіци, Пекінез, Паттердейльські тер'єри, Чихуахуа, Кавалерійський король Чарльз-спанієлі, папільйони, Бостонські тер'єри та Тедді-Рузвельєт тер'єри. Також уражаються собаки великої породи, і Лабрадор-ретривер є особливо схильним. Переміщення надколінника рідше зустрічається у кішок, ніж у собак. До схильних порід відносяться Девон-рекс і Абіссінь. Незважаючи на те, що конкретна причина пателла люксації в цих випадках невідома, як правило, дефект задньої кінцівки є основною причиною.